# اسطوره‌شناسی بالتیک
اسطوره‌شناسی بالتیک اسطوره‌های مردم بالتیک است که از دوران پاگانیسم پیشامسیحی تا پس از مسیحی‌سازی آن منطقه در فولکلور بالتیک ادامه یافت. اساطیر بالتیک از اساطیر نیاهندواروپایی سرچشمه می‌گیرد. منطقه بالتیک یکی از آخرین جاها در اروپا بود که مسیحی شد. روند مسیحی‌سازی منطقه بالتیک از سده پانزدهم میلادی حداقل تا یک سده پس از آن ادامه یافت. در حالی که هیچ سنگ‌نوشته بومی بالتیک دربارهٔ اساطیر بالتیک سالم نمانده، تنها اطالاعاتی که از آن وجود دارد از رویدادنامه‌های روسی و آلمانی، فولکلور، ریشه‌شناسی و بازسازی اسطوره‌شناسی تطبیقی به دست آمده است.
در حالی که رویدادنامه‌های ابتدایی در سده‌های ۱۴ و ۱۵ میلادی عمدتاً به دست مبلغان مذهبی ساخته شدند که به دنبال ریشه کن کردن پاگانیسم بومی مردم بالتیک بودند، بخش‌های مهمی از آن در فولکلور مردم بالتی حفظ شده است. این موضوع در مطالعات هندواروپایی از ارزش ویژه‌ای برخوردار بوده است، زیرا، مانند زبان‌های بالتیک، توسط پژوهشگران به‌طور قابل توجهی محافظه کارانه تلقی می‌شود و منعکس‌کننده عناصر دین نیاهندواروپایی است. دوقلوهای الهی هندواروپایی، به‌عنوان دیوا دلی (لتونیایی «پسران خدا»: Dieva Dēli) و Dievo sūneliai (لیتوانیایی «فرزندان خدا») به خوبی نشان داده شده‌اند. بر پایه فرهنگ عامه، آنها فرزندان دیواس (لیتوانیایی و لتونیایی - به زبان پروتو-هندو اروپایی * Dyeus) هستند. در ارتباط با برادران و پدرشان، دو الهه وجود دارند خورشید متشخص، Saule (لتونیایی «خورشید») و Saules meita (لتونیایی «دختر خورشید»).